# Out In Africa Festival
Out In Africa Festival (OIA) est un festival de film gay et lesbien lancé en 1994 par les cinéastes et activistes gays Nodi Murphy and Jack Lewis,,.  

## Origine et objectifs
Le festival Out In Africa a été lancé en 1994 pour célébrer la clause interdisant la discrimination fondée sur l'orientation sexuelle incluse dans la Constitution sud-africaine. Il vise à remédier au manque de visibilité des personnes lesbiennes, gays, bisexuelles, transgenres et intersexuées (LGBTI+) dans la vie sociale et culturelle sud-africaine après des décennies de répression durant l'apartheid. L'objectif, contrer les images négatives des LGBTI+ qui prévalent dans les communautés traditionnelles et religieuses et créer une plateforme de discussion et de débat sur la situation des LGBTI dans la nouvelle démocratie sud africaine. Jusqu'en 2011, il s'agit du seul festival de films queer sur le continent.

## Organisation
Le festival a lieu chaque année à Johannesbourg et au Cap, avec des festivals de films « satellites » plus petits dans d'autres villes du pays dans le cadre d'un programme de sensibilisation,. Les projections sont parfois suivies de débats et de tables rondes. Le festival dure environ 20 jours chaque année, soit fin septembre, octobre ou début novembre. Des films et courts métrages locaux et internationaux de toutes catégories sont projetés (comédie, théâtre, documentaire...). Certains films présentés ont remporté des prix internationaux.